# 井手薫

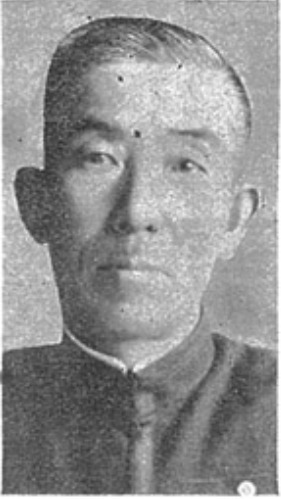
井手薫

井手 薫（いで かおる、1879年（明治12年）2月6日 - 1944年（昭和19年）5月11日）は、日本統治時代の台湾で活躍した建築家。美濃国岐阜出身。台湾総督府営繕課在任中、台湾の官庁や民間建築を多く手がけ、その設計理念と風格は台湾建築界に影響を与えた。

## 略歴
1879年、井手今滋（いましげ）の長男として出生した。父の今滋は幕末の歌人・橘曙覧の長男で、山梨県尋常師範学校長、新潟県尋常師範学校長、岐阜県海西下石津郡長などを務めた。
第一高等学校を経て、1906年（明治39年）に東京帝国大学建築科を卒業（岡田信一郎、本野精吾、倉田謙らと同期）。同年辰野・葛西建築事務所に入り辰野金吾のもとで建築設計に従事した。1909年（明治42年）、陸軍に入り工兵少尉となった。
1911年（明治44年）10月、台湾総督府技師に就任。森山松之助の依頼を受けた辰野金吾の推薦によるものという。台湾到着後、台湾総督府庁舎の工事主任となった（庁舎は1912年2月着工、1919年完成）。1919年（大正8年）に民政部土木局営繕課長事務取扱となり、1年間欧米各国に出張、1923年（大正12年）に民政部土木局営繕課長となる。また、総督府史料編纂委員、市区計画委員等の要職を歴任した。1929年（昭和4年）に総督官房営繕課長及び台湾建築学会会長となった。
1940年（昭和15年）7月、依願免官。

## 親族
- 今川淵 - 妹の夫。台南州知事・台北州知事・専売局長

## 作品
- 日本基督教団台北幸町教会（現・済南基督長老教会、1916年、台北市）
- 建功神社（現・南海学園国立教育資料館、1928年、台北市）
- 台北高等学校講堂（中国語版）（現・国立台湾師範大学禮堂、1929年、台北市）
- 台湾教育会館（現・二二八国家記念館、1931年、台北市）
- 台湾総督府高等法院（現 司法大廈、1934年、台北市）
- 台北公会堂（現・台北中山堂、1936年、台北市）
- 台北市役所（現・行政院、1940年、台北市）

## ギャラリー

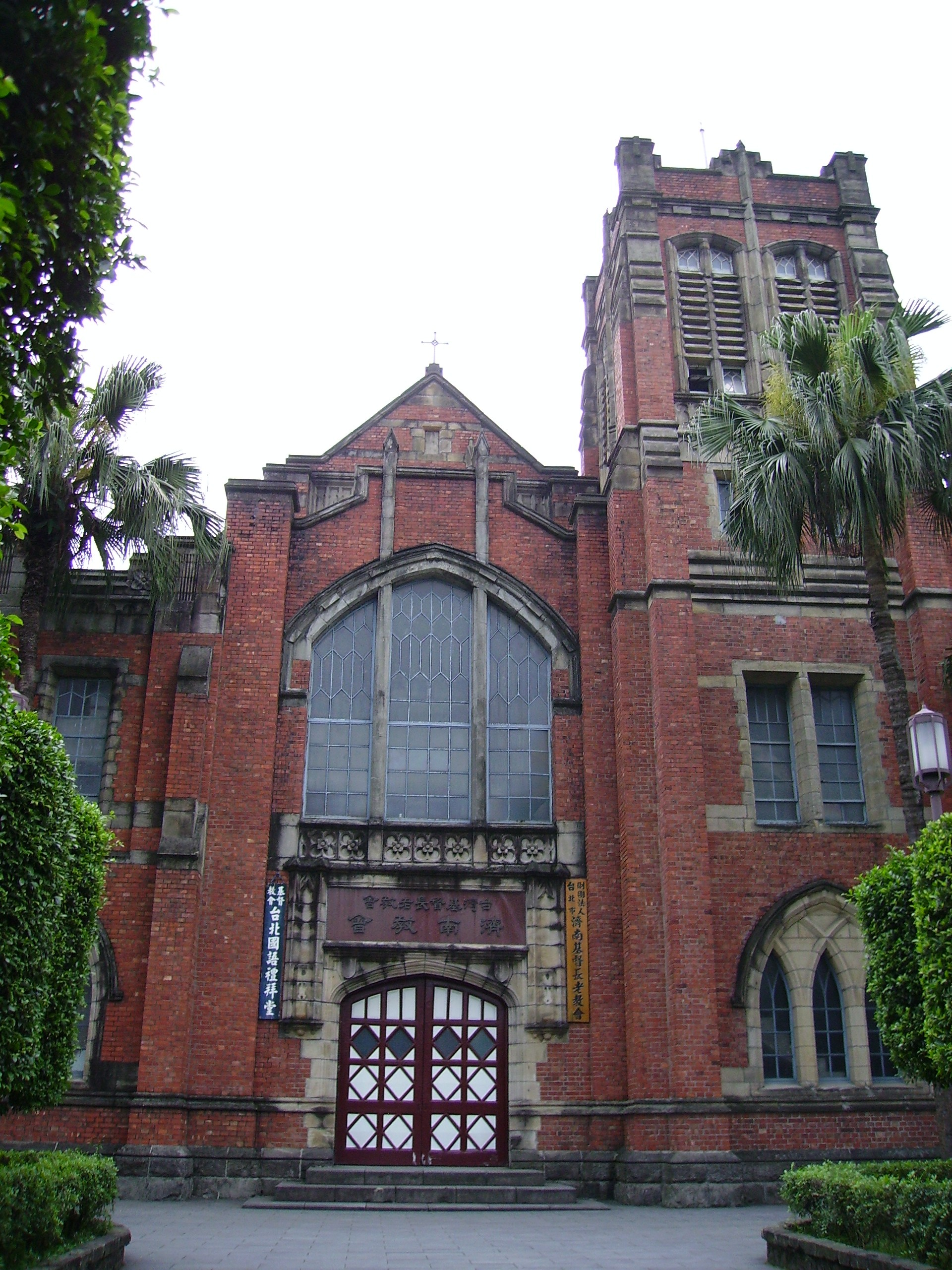
日本基督教団台北幸町教会（現・済南基督長老教会） （1916年、台北市）
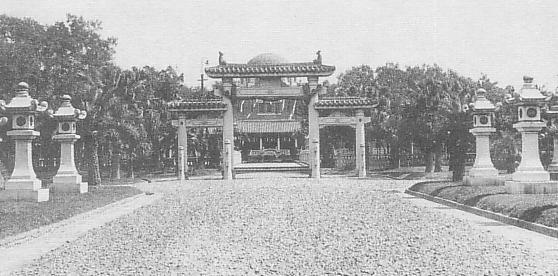
建功神社 （1928年、台北市）
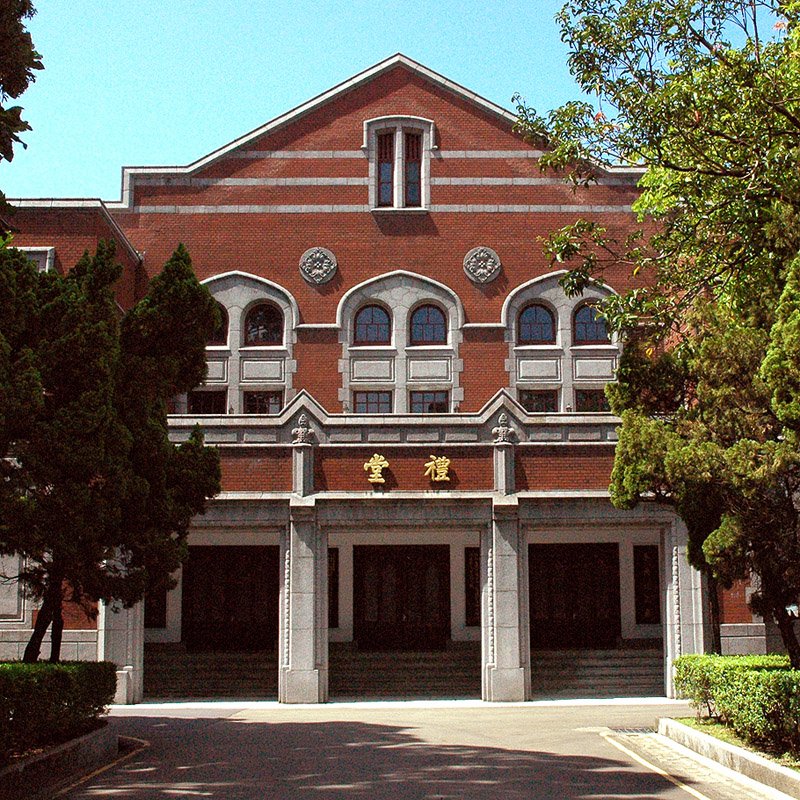
台北高等学校講堂（現・国立台湾師範大学禮堂） （1929年、台北市）
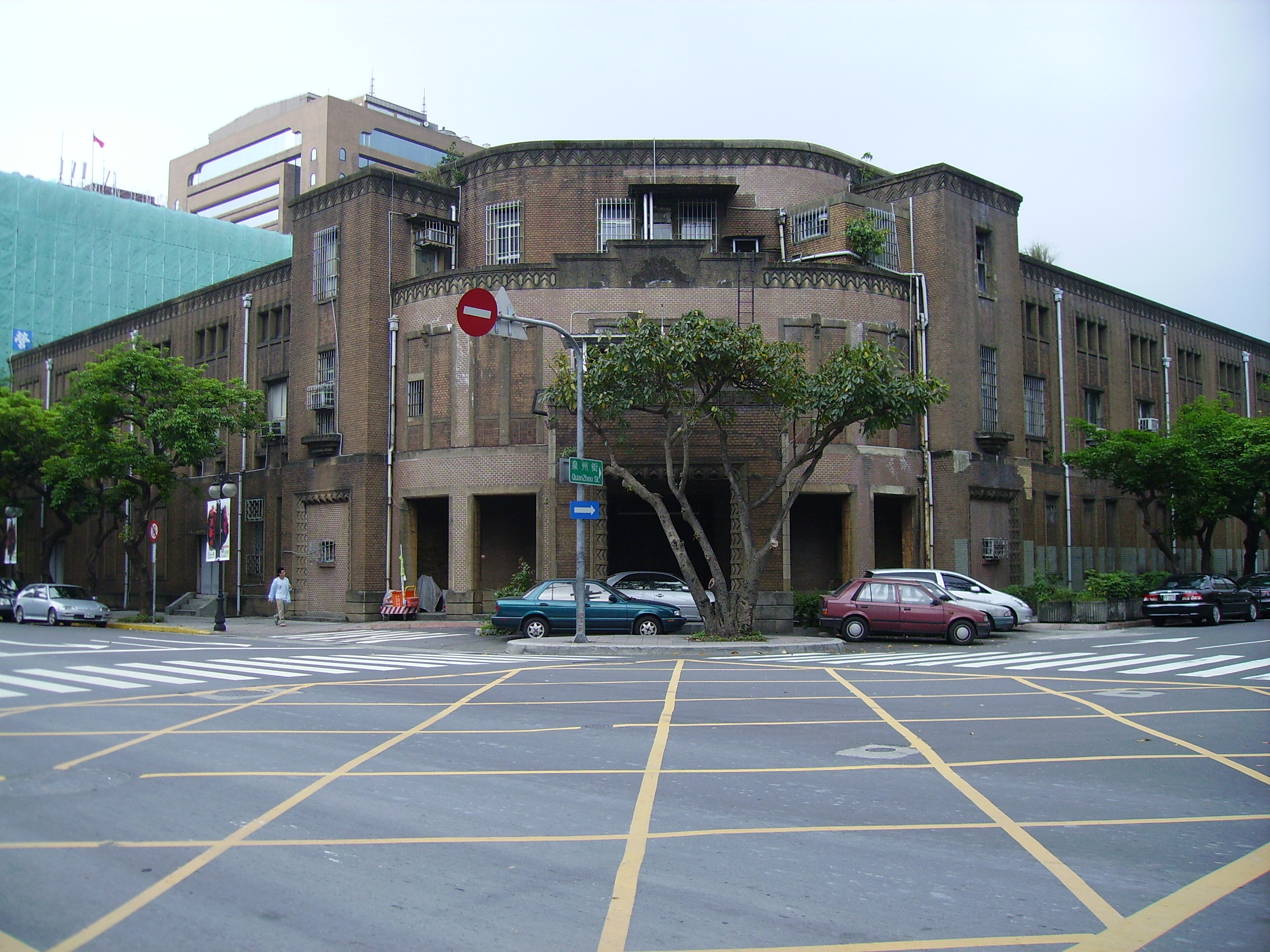
台湾教育会館（現・二二八国家記念館） （1931年、台北市）
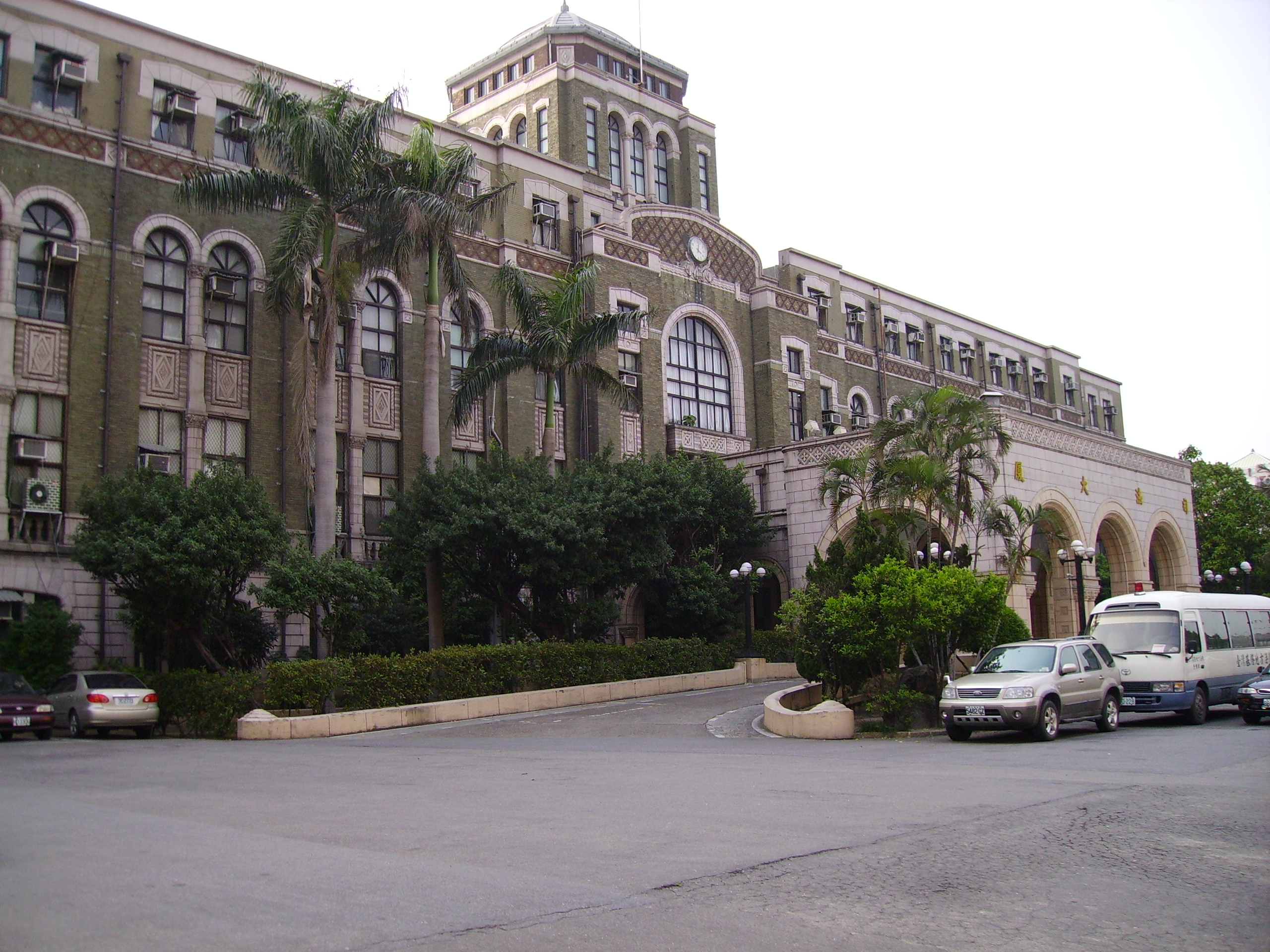
台湾総督府高等法院（現・司法大廈） （1934年、台北市）
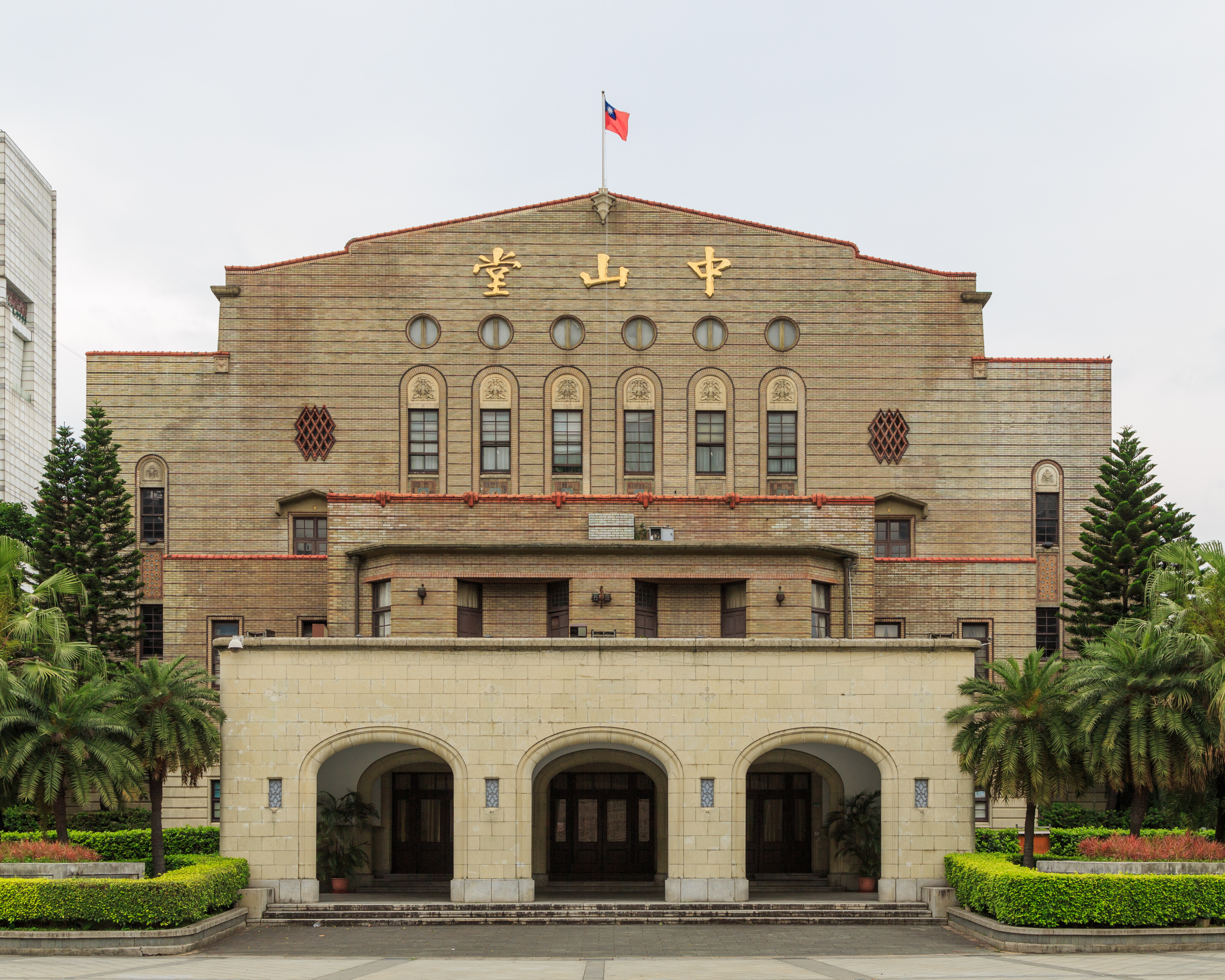
台北公会堂（現・台北中山堂） （1936年、台北市）
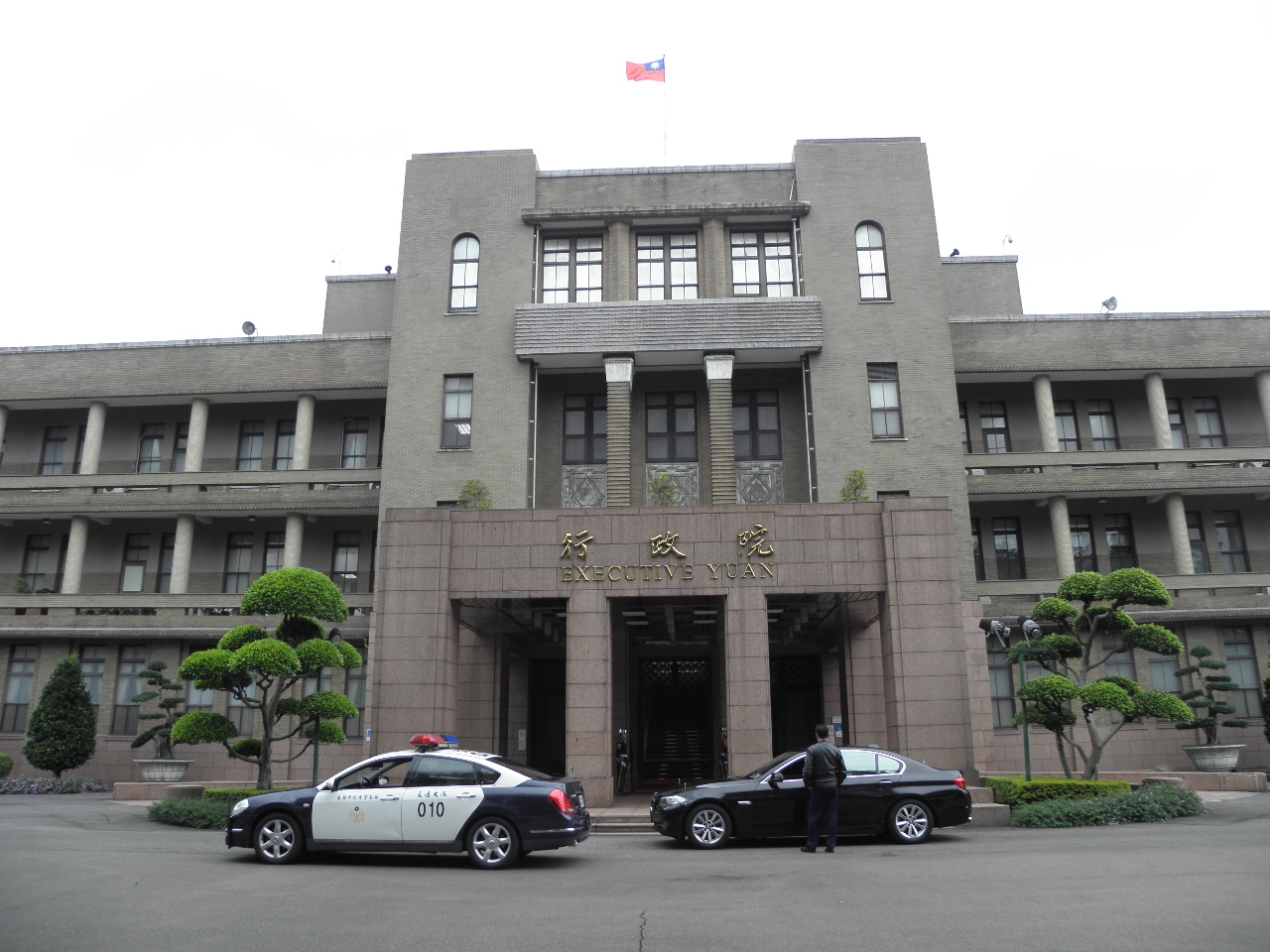
台北市役所（現・行政院） （1940年、台北市）